# Terratrèmol i tsunami de Sumatra de 2010
El 25 d'octubre de 2010 l'illa de Sumatra i l'arxipèlag de Mentawai patiren un terratrèmol i un tsunami. El terratrèmol fou de 7,7 {\displaystyle M_{\mathrm {w} }} i el tsunami tingué onades de fins a 3 metres d'alçada i penetrà 600 metres terra endins.